# Slovenj Gradec
Slovenj Gradec (tiếng Đức: Windischgraz hay cũ hơn,  Windischgrätz) là một thành phố và khu tự quản ở phía bắc của Slovenia. Thành phố này có diện tích 173,7 km2, dân số là 12.779 người (năm 2002). Về truyền thống khu vực này thuộc vùng Styria và ngày nay bao gồm trong vùng thống kê Koroška. Thị xã có cự ly 45 km về phía tây của Maribor và 65 km về phía đông bắc Ljubljana.